# Ian Ashley
Ian Ashley, britanski dirkač Formule 1, * 26. oktober 1947, Wuppertal, Nemčija.

## Življenjepis
Debitiral je v sezoni 1974, ko je nastopil na štirih dirkah, najboljši rezultat pa dosegel na domači dirki za Veliko nagrado Nemčije, kjer je bil štirinajsti. V sezonah 1975 in 1976 je nastopil le na eni dirki sezone, kjer pa ni dosegel uvrstitve. V sezoni 1977 je na petih dirkah dosegel uvrstitev le na dirki za Veliko nagrado ZDA, kjer je zasedel sedemnajsto mesto.

## Popolni rezultati Formule 1
(legenda) (odebeljene dirke pomenijo najboljši štartni položaj, poševne pa najhitrejši krog, †-uvrščen kljub odstopu)
| Leto | Moštvo                     | Šasija        | Motor       | 1       | 2   | 3    | 4    | 5   | 6   | 7   | 8   | 9   | 10  | 11      | 12      | 13      | 14      | 15      | 16      | 17  | Prv | Toč |
| ---- | -------------------------- | ------------- | ----------- | ------- | --- | ---- | ---- | --- | --- | --- | --- | --- | --- | ------- | ------- | ------- | ------- | ------- | ------- | --- | --- | --- |
| 1974 | Token Racing               | Token RJ02    | Cosworth V8 | ARG     | BRA | JAR  | ŠPA  | BEL | MON | ŠVE | NIZ | FRA | VB  | NEM 14  | AVT NC  | ITA     |         |         |         |     | -   | 0   |
| 1974 | Chequered Flag             | Brabham BT42  | Cosworth V8 |         |     |      |      |     |     |     |     |     |     |         |         |         | KAN DNQ | ZDA DNQ |         |     | -   | 0   |
| 1975 | Frank Williams Racing Cars | Williams FW03 | Cosworth V8 | ARG     | BRA | JAR  | ŠPA  | MON | BEL | ŠVE | NIZ | FRA | VB  | NEM DNS | AVT     | ITA     | ZDA     |         |         |     | -   | 0   |
| 1976 | Stanley BRM                | BRM P201B     | BRM V12     | BRA Ret | JAR | ZZDA | ŠPA  | BEL | MON | ŠVE | FRA | VB  | NEM | AVT     | NIZ     | ITA     | KAN     | ZDA     | JAP     |     | -   | 0   |
| 1977 | Hesketh Racing             | Hesketh 308E  | Cosworth V8 | ARG     | BRA | JAR  | ZZDA | ŠPA | MON | BEL | ŠVE | FRA | VB  | NEM     | AVT DNQ | NIZ DNQ | ITA DNQ | ZDA 17  | KAN DNS | JAP | -   | 0   |